# Gondoriz (Terras de Bouro)
Gondoriz  ist eine Gemeinde im Norden Portugals.
Gondoriz  gehört zum Kreis Terras de Bouro im Distrikt Braga, besitzt eine Fläche von 7,4 km² und hat 296 Einwohner (Stand 19. April 2021).